# Grateley

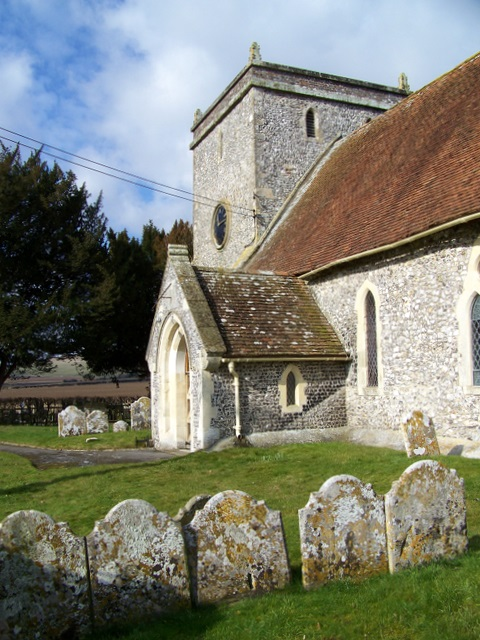
L'église paroissiale est dédiée à saint Léonard.

Grateley ou Grately est un village et une paroisse civile du Hampshire, en Angleterre. Il est situé à une dizaine de kilomètres au sud-ouest de la ville d'Andover. Administrativement, il relève du district de Test Valley. Au moment du recensement de 2011, il comptait 645 habitants.

## Étymologie
Le nom Grateley provient du vieil anglais grēat « grand » et lēah « bois » ou « clairière ».